# Markus Philippi
Markus Philippi (* 30. September 1979 in Bensheim) ist ein deutscher Koch. 

## Werdegang
Nach der Ausbildung im Hotel Bruchsee in Heppenheim ging Philippi 1999 zum Gasthaus zum Schwanen in Lorsch und danach zum Silberberg im Hotel Traube-Tonbach in Baiersbronn. Nach der Bundeswehr wechselte er 2001 zum Hotel Vier Jahreszeiten in Hamburg unter Hans-Peter Engels. 
2002 ging er zurück zur Traube-Tonbach, diesmal in das Drei-Sterne-Restaurant Schwarzwaldstube zu Harald Wohlfahrt. 
Als Küchenchef wechselte er 2004 zur Wielandshöhe zu Vincent Klink nach Stuttgart. 2008 erwarb er den Küchenmeister in Heidelberg. 
Seit Mai 2008 ist er Küchenchef im Romantik Hotel Residenz am See in Meersburg, wo er für das Restaurant Casala seit 2010 mit einem Michelin-Stern und 17 Punkten im Gault-Millau ausgezeichnet wurde.

## Auszeichnungen
- 2008 Sieger der Nachwuchsführungskräfte Gastronomie, Hospitality Career